# Svante Samuelsson
Svante Lennart Samuelsson (Kungälv, 4 settembre 1972) è un dirigente sportivo ed ex calciatore svedese, di ruolo centrocampista.

## Carriera

### Giocatore

#### Club
Samuelsson cominciò la carriera con la maglia del Vallens, per poi passare al Kalmar. Nel 1994, fu acquistato dallo Örgryte e, nel 1998, dai norvegesi del Brann. Esordì nella Tippeligaen il 1º luglio, quando fu titolare nel pareggio per 1-1 sul campo del Lillestrøm. Il 29 agosto 1999 segnò la prima rete in campionato, nel successo per 1-2 in casa dello Skeid.
Terminata l'esperienza norvegese, tornò in patria per militare nelle file dell'AIK. Debuttò in squadra il 7 aprile 2002, quando fu titolare nella sconfitta casalinga per 0-2 contro l'Elfsborg. La settimana successiva, precisamente il 13 aprile, segnò la prima rete con questa maglia, contribuendo al successo per 3-4 sul campo del Djurgården.
Nel 2004 tornò al Kalmar, dove chiuse la carriera alla fine del campionato 2005 per intraprendere il ruolo di dirigente dello stesso club.

#### Nazionale
Samuelsson giocò 2 partite per la Svezia, entrambe nel 2001.

### Dopo il ritiro
Dopo il ritiro, Samuelsson diventò un dirigente del Kalmar.